# Comuna de Istebna
Istebna (polaco: Gmina Istebna) é uma gminy (comuna) na Polónia, na voivodia de Santa Cruz e no condado de Cieszyński. A sede do condado é a cidade de Istebna.
De acordo com os censos de 2004, a comuna tem 11 279 habitantes, com uma densidade 133,9 hab/km².

## Área
Estende-se por uma área de 84,25 km², incluindo:
- área agrícola: 39%
- área florestal: 56%

## Demografia
Dados de 30 de Junho 2004:
|                      | Total   | Total | Mulheres | Mulheres | Homens  | Homens |
| -------------------- | ------- | ----- | -------- | -------- | ------- | ------ |
|                      | pessoas | %     | pessoas  | %        | pessoas | %      |
| População            | 11 279  | 100   | 5653     | 50,1     | 5626    | 49,9   |
| Densidade (pop./km²) | 133,9   | 100   | 67,1     | 67,1     | 66,8    | 66,8   |

De acordo com dados de 2002, o rendimento médio per capita ascendia a 1396,12 zł.

## Comunas vizinhas
- Milówka, Rajcza, Wisła.